# Fort Griffin
Pour les articles homonymes, voir Griffin.
Fort Griffin est un ancien poste militaire de la United States Army établi le 31 juillet 1867 non loin du Clear Fork du fleuve Brazos, dans l'actuel comté de Shackelford au Texas.
Construit par le 6e régiment de cavalerie sous les ordres du lieutenant colonel Samuel Davis Sturgis, il était destiné à assurer la protection des colons contre les attaques des Comanches et des Kiowas et faisait partie d'un système de défense de la frontière s'étendant d'El Paso à la rivière Rouge.
Initialement dénommé Camp Wilson, il prit le nom de Fort Griffin en 1868 en l'honneur du colonel Charles Griffin. Il a été abandonné le 31 mai 1881.
Le site est désormais inscrit au Registre national des lieux historiques.